# 3. Tarnowska Nagroda Filmowa
3. Tarnowska Nagroda Filmowa – odbyła się w dniach 2-5 marca 1989 roku.

## Filmy konkursowe
- Anioł w szafie – reż. Stanisław Różewicz
- Diabeł – reż. Andrzej Żuławski
- Dziewczynka z hotelu Excelsior – reż. Antoni Krauze
- Krótki film o miłości – reż. Krzysztof Kieślowski
- Krótki film o zabijaniu – reż. Krzysztof Kieślowski
- Niedzielne igraszki – reż. Robert Gliński
- Pantarej – reż. Krzysztof Sowiński
- Przewodnik – reż. Tomasz Zygadło
- Sonata marymoncka – reż. Jerzy Ridan
- Wolny strzelec – reż. Wiesław Saniewski

## Laureaci
- Nagroda Grand Prix – Statuetka Leliwity: 
  - Krótki film o miłości – reż. Krzysztof Kieślowski

- Nagroda publiczności – Statuetka Maszkarona: 
  - Krótki film o miłości – reż. Krzysztof Kieślowski

- Nagroda specjalna jury:
  - Krzysztof Kieślowski – Krótki film o zabijaniu